# Ponerotilla
Ponerotilla (лат.) — род ос-немок (бархатных муравьёв) из подсемейства Sphaeropthalminae (триба Dasymutillini). Эндемик Австралии.

## Этимология
Родовое название Ponerotilla происходит от имени понериновых муравьёв рода Brachyponera (в частности Brachyponera lutea), с которыми ассоциированы осы.

## Распространение
Австралия: штат Западная Австралия.

## Описание
Длина 3—5 мм. Основная окраска тела желтоватая до красновато-коричневой, за исключением более тёмных мандибулярных вершин. Опушение полностью беловатое до бледно-коричневого, без чёткого рисунка или бахромы. Голова немного уже мезоторакса, мелко пунктирована; глаз маленький и уплощённый с отчётливыми фасетками; усиковая бородка с гладким изогнутым дорсальным поперечным гребнем, непрерывным с латеральным гребнем, продолжающимся до основания мандибул; гипостомальный киль сильный; постгена щёки с отчётливым продольным гребнем. Мандибулы едва изогнуты на две трети, двузубые. Скапус антенны мелко, но редко пунктирован медиодорсально; жгутик длинный, наиболее широкий в третьем членике. Имеют 6-члениковые нижнечелюстные и 4-члениковые нижнегубные щупики.

## Систематика
Род был впервые выделен в 1994 году с типовым видом Mutilla cerbera Klug, 1821. Ponerotilla сразу же отличается от всех других родов Mutillidae по вогнутому проподеальной наклонной поверхности. От большинства других австралийских родов её также можно отличить по равномерной коричневатой окраске, маленькому уплощённому глазу, жгутику, хорошо развитой секреторной поре на внутренней стороне каждой голени около вершины и широкому колоколовидному первому метасомальному тергиту. Хотя у этого вида отсутствуют выступающие гладкие глаза большинства Sphaeropthalmini, его принадлежность к этой трибе, к которой относятся практически все австралийские виды, подтверждается формой мезосомы, которая сужена в передней и задней части. В 2017 году была разработана новая классификация ос-немок, где Sphaeropthalminae включает две трибы Sphaeropthalmini и Dasymutillini, а род Ponerotilla включён в последнюю из них.
- Ponerotilla clarki Brothers, 1994
- Ponerotilla incarinata Brothers, 1994
- Ponerotilla latnelligera Brothers, 1994
- Ponerotilla lissaniyx Brothers, 1994